# 喀里多尼亞鎮區 (密歇根州阿爾科納縣)
喀里多尼亞鎮區（英語：Caledonia Township）是位於美國密歇根州阿爾科納縣的一個行政鎮區。

## 地方資料
喀里多尼亞鎮區的面積為188.40平方千米，當中陸地面積為175.00平方千米，而水域面積為13.30平方千米。根據2010年美國人口普查的數據，當地共有人口1032人，而人口密度為每平方千米5.48人。